# El Cañavate
El Cañavate là một đô thị trong tỉnh Cuenca, cộng đồng tự trị Castile-La Mancha Tây Ban Nha. Đô thị này có diện tích là 36,1 ki-lô-mét vuông, dân số năm 2009 là 168 người với mật độ 4,65 người/km². Đô thị này có cự ly 83 km so với tỉnh lỵ Cuenca.